# Philedonides lunana
Philedonides lunana is een vlinder uit de familie bladrollers (Tortricidae). De wetenschappelijke naam is voor het eerst geldig gepubliceerd in 1784 door Thunberg.
De soort komt voor in Europa.